# Route nationale 485
Die N485 war von 1933 bis 1973 eine französische Nationalstraße, die zwischen Dornecy und Limonest verlief. Ihre Gesamtlänge betrug 238 Kilometer.